# Günter Behnisch
Günter Behnisch (Dresde, Alemania, 12 de junio de 1922-Stuttgart, Alemania, 12 de julio de 2010) fue un arquitecto alemán. Durante la Segunda Guerra Mundial se convirtió en uno de los comandantes de submarinos más jóvenes de Alemania, Posteriormente Behnisch fue uno de los arquitectos más prominentes  representantes del deconstructivismo.
Tuvo oficinas en Stuttgart, Alemania desde 1952 y Los Ángeles, CA, EE. UU. desde 1999. 

## Primeros años
Behnisch era el segundo de tres hijos de una familia en Lockwitz, cerca de Dresden. Asistió a varias escuelas, debido al hecho de que su padre era socialdemócrata y fue arrestado, despedido y trasladado a Chemnitz por el nuevo gobierno nazi.
En 1939, Behnisch se ofreció como voluntario para unirse a la marina (Kriegsmarine), a los 17 años, que era una alternativa menos onerosa al servicio de trabajo obligatorio o al servicio militar obligatorio. Con el tiempo se convirtió en oficial de submarinos y sirvió a bordo del U-952. En octubre de 1944, se convirtió en uno de los comandantes de submarinos más jóvenes, cuando tuvo a su cargó el U-2337. Al final de la Segunda Guerra Mundial, entregó su submarino a los británicos y se convirtió en prisionero de guerra en el Castillo de Featherstone en Northumberland.
Behnisch se formó inicialmente como albañil y luego, en 1947, se matriculó para estudiar arquitectura en la Universidad Técnica de Stuttgart. De 1967 a 1987 fue profesor de diseño arquitectónico / de edificios y tecnología de la construcción industrial en la Technische Hochschule Darmstadt.

## Carrera en la arquitectura

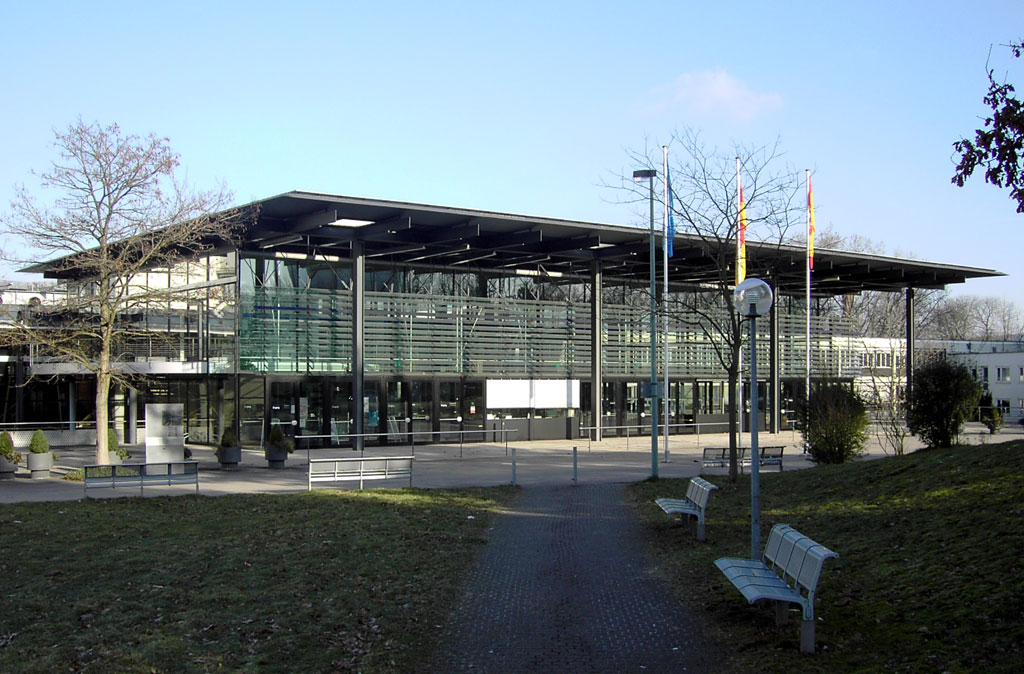
Sala Plenaria del Parlamento Alemán en Bonn

Behisch estableció su propia estudio de arquitectura en Stuttgart en 1952, que en 1966 se convirtió en Behnisch & Partner.
Su hijo Stefan Behnisch estableció una firma separada, Behnisch Architekten, en 1989.
Uno de los trabajos más notables de Günter Behnisch fue la reforma del edifico para el nuevo parlamento en la capital de la entonces Alemania Occidental, Bonn. Aunque ganó el concurso de diseño arquitectónico en 1973, la construcción solo comenzó en 1987 y se completó en 1992. La Bundeshaus (Casa Federal) de Bonn es un complejo de edificios que sirvió como sede provisional del Parlamento de Alemania Occidental y, por lo tanto, del Bundestag y el Bundesrat alemanes, desde 1949 hasta 1999. El edificio principal, construido entre 1930 y 1933, sirvió como Academia Pedagógica hasta el final de la Segunda Guerra Mundial. Esta estructura se convirtió en la sede provisional del Bundestag y el Bundesrat después de la resolución de la cuestión de la Capital de la RFA en 1949 a favor de Bonn. Durante más de cuarenta años sirvió como sede de ambos órganos constitucionales alemanes. La Bundeshaus fue ampliada y renovada numerosas veces, hasta que estas instituciones fueron trasladadas a Berlín después de la Hauptstadtbeschluss (Resolución de la Capital) en 1999, nueve años después de la reunificación alemana. El hemiciclo se convirtió entonces en el "Internationale Kongresszentrum Bundeshaus Bonn", conocido en la actualidad como "World Conference Center Bonn", en el que se celebran congresos nacionales e internacionales.

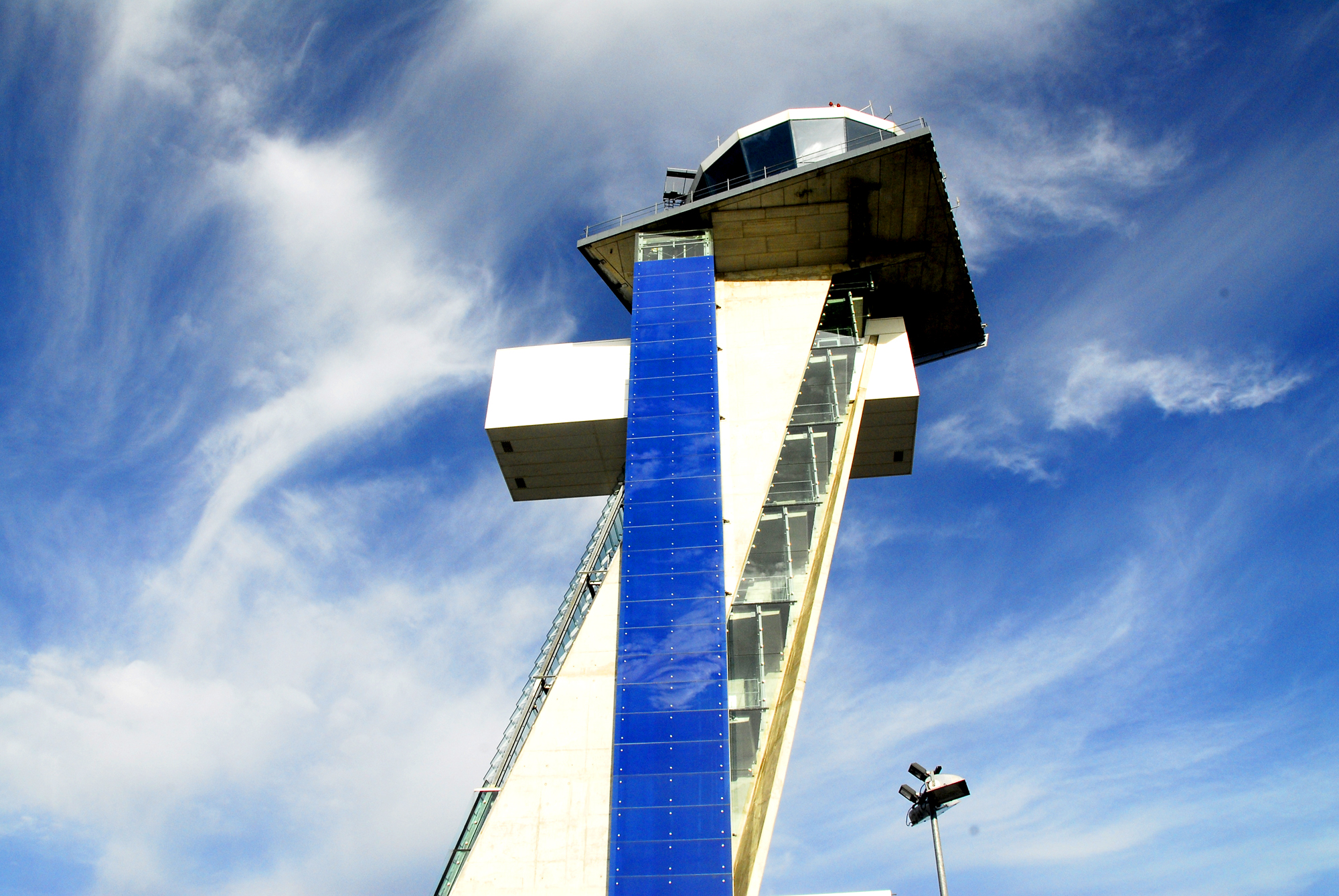
Torre del Aeropuerto de Núremberg.

El estudio de Günter Behnisch realizó la Torre del Aeropuerto de Núremberg. La silueta de la torre se considera un hito arquitectónico del aeropuerto. En 1995 el consejo de administración decidió sustituir la antigua torre, que tenía una altura de tan sólo 18 metros. Debido a los nuevos edificios construidos, ya no era lo suficientemente alto para garantizar la vigilancia de todo el espacio aéreo alrededor del aeropuerto. El diseño del equipo de arquitectos Behnisch and Partner ganó un concurso de arquitectura limitado en 1990. La nueva torre de 48 metros de altura se puede ver desde lejos. 

## Principales obras (selección)

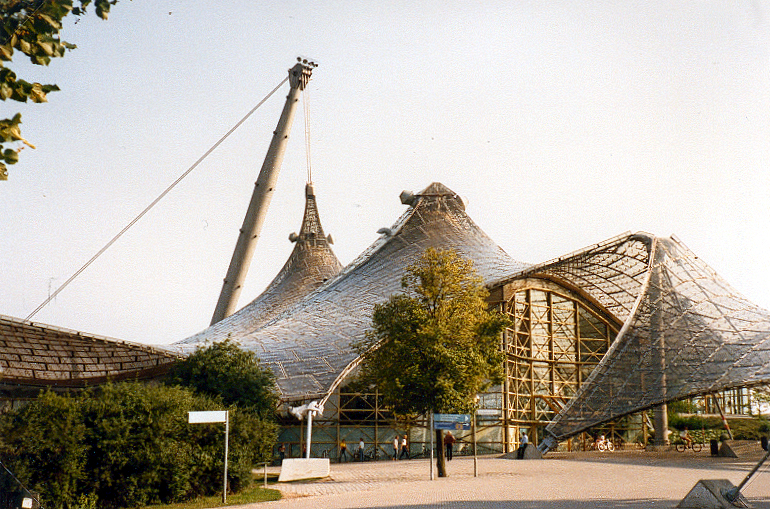
Olympiapark en Múnich (1972).

- 1967-72: Parque Olímpico en Múnich, Alemania[7]
- 1984-87: Biblioteca central de la Universidad Católica de Eichstätt-Ingolstadt, Eichstätt, Alemania.
- 1984-90: Museum für Kommunikation Frankfurt, Alemania
- 1985-87: Edificio HYSOLAR de la Universidad de Stuttgart, Alemania.
- 1987-92: Complejo Plenario del Parlamento alemán (Bundestag) en Bonn, Alemania[8]
- 1993-2005: Edificio de la Academia de las Artes en centro de Berlín, una ampliación acristalada de seis plantas del reconstruido Hotel Adlon.[9][10]
- 1997: Banco de Compensación del Estado - Landesgirokasse en Stuttgart, Alemania[11]
- 1998: Torre de control del Aeropuerto de Núremberg, Alemania[12]
- 1998-2002: Banco de Compensación del Estado del Norte de Alemania en Hannover, Alemania[13]
- 1999: Museum der Phantasie, Bernried am Starnberger See, Alemania
- 2003: Genzyme Center en Cambridge, Massachusetts, Estados Unidos[14]
- 2005: Centro de Investigación Celular y Biomolecular en Toronto, Canadá[15]

## Diseño del estadio olímpico de Múnich
Günter Behnisch, es especialmente reconocido por su trabajo en el diseño del Estadio Olímpico de Múnich (Olympiastadion) para los Juegos Olímpicos de 1972. Este proyecto no solo marcó un hito en la arquitectura deportiva, sino que también introdujo importantes innovaciones en cuanto a técnicas constructivas y conceptos arquitectónicos. El Estadio Olímpico de Múnich es una obra maestra de la arquitectura moderna, y el trabajo de Günter Behnisch sigue siendo un referente de innovación y funcionalidad. Su uso de estructuras tensadas, la integración con el paisaje, el empleo de materiales ligeros y su enfoque en la flexibilidad y accesibilidad definieron nuevas posibilidades en el diseño de estadios y edificios deportivos. Además, su legado influyó en el desarrollo de nuevas técnicas constructivas que siguen utilizándose en arquitectura contemporánea.

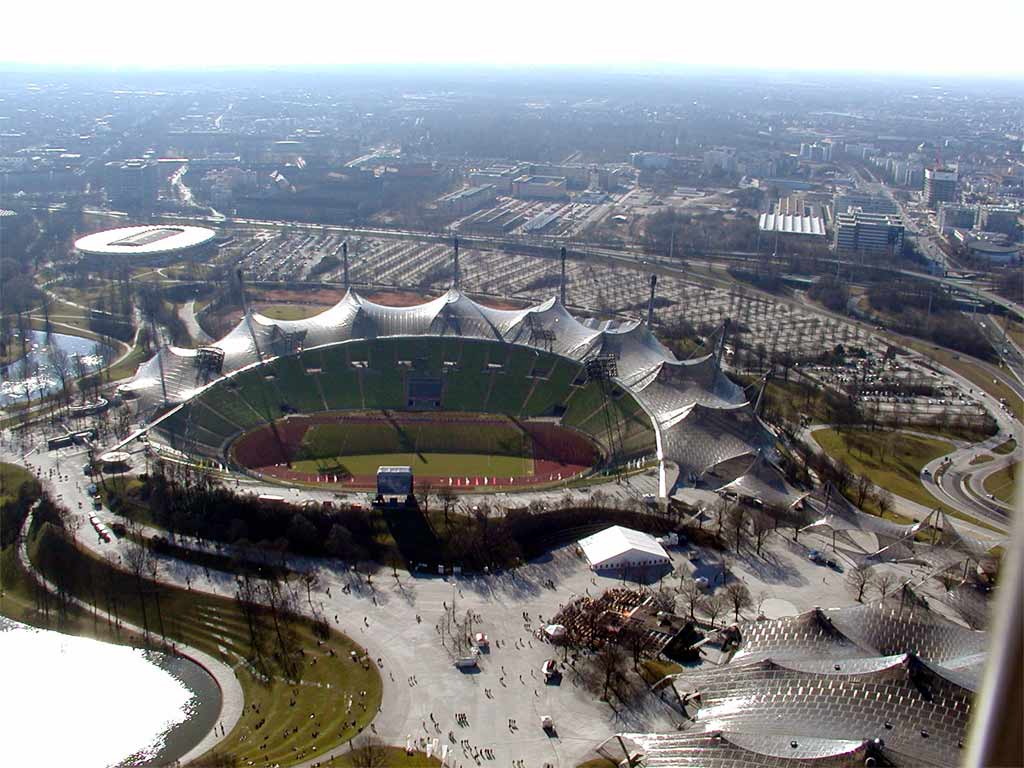
El estadio olímpico de Múnich en 1972, pieza central de la ciudad olímpica de los Juegos de verano de 1972.

El estadio y el parque olímpico siguen siendo ejemplos de cómo la arquitectura puede combinar tecnología avanzada, funcionalidad y estética para crear espacios que no solo son icónicos, sino también profundamente conectados con su contexto cultural y social.
- Innovación en la estructura del techo

Una de las características más distintivas del Estadio Olímpico de Múnich es su techo. Behnisch, en colaboración con los ingenieros de estructura, desarrolló una estructura tensada única que se convirtió en uno de los símbolos más reconocidos de la arquitectura del siglo XX. Esta técnica consistió en el uso de cables de acero recubiertos con material plástico que formaban una membrana ligera y flexible. La estructura era, al mismo tiempo, translúcida y ligera, lo que permitía que la luz natural penetrara en el estadio mientras se mantenía la estabilidad y la resistencia necesarias para soportar las cargas del techo.
La estructura del techo se basa en un sistema de tensiones de cables y membranas de material sintético, lo que permitió cubrir un área extensa sin necesidad de columnas internas. Esta innovadora estructura no solo fue eficiente en términos de materiales, sino que también contribuyó a la estética del estadio, ofreciendo una forma fluida que se integra con el entorno natural.
- Integración con el paisaje y el entorno

El diseño de Behnisch buscó integrar el Estadio Olímpico dentro del paisaje natural de Múnich, lo que resultó en una relación armónica entre el edificio y su entorno. Behnisch usó la topografía existente para situar el estadio en un área de colinas y valles, lo que ayudaba a disimular la escala masiva del proyecto y al mismo tiempo aprovechaba las vistas naturales..
La topografía modificada del sitio fue una estrategia clave para integrar el estadio en el paisaje. Behnisch utilizó las colinas para colocar el estadio parcialmente bajo el nivel del terreno, lo que permitió que el estadio se “desapareciera” parcialmente en el paisaje, minimizando su impacto visual.  Este enfoque de integración paisajística creó una armonía visual y funcional que definió el carácter único del parque olímpico de Múnich. Además, permitió que el estadio se conectara de manera fluida con el parque circundante y las áreas adyacentes.
- Uso de materiales ligeros y tecnológicos

La elección de materiales fue otra parte clave del enfoque innovador de Behnisch. El uso de plástico reforzado con fibra de vidrio para la membrana del techo permitió una mayor flexibilidad y reducción de peso, lo que fue un avance importante en comparación con las estructuras tradicionales de acero o concreto. Esta elección de materiales permitió una apariencia de ligereza y transparencia, lo cual fue una de las intenciones del arquitecto: evocar una sensación de fluidez y apertura.  El uso de membranas de plástico reforzadas permitió cubrir grandes espacios sin utilizar estructuras rígidas, ofreciendo flexibilidad y ligereza a la edificación. Esta utilización de materiales no solo resultó en un diseño vanguardista, sino que también fue más económico y sostenible en comparación con otros enfoques tradicionales de construcción, lo que sentó precedentes para el uso de materiales sintéticos en la arquitectura moderna.
- Enfoque en la funcionalidad y la flexibilidad del diseño

Behnisch también pensó en la flexibilidad funcional del estadio, para que pudiera ser utilizado para diferentes eventos y actividades más allá de los Juegos Olímpicos. A lo largo de su diseño, el arquitecto tuvo en cuenta la adaptabilidad del espacio, con una gran capacidad de reconfiguración para eventos deportivos, conciertos y actividades culturales. El uso de sistemas modulares en la construcción del estadio permitió una rápida adaptación de los espacios interiores y exteriores a diferentes necesidades. Este enfoque funcional permitió que el estadio siguiera siendo útil después de los Juegos Olímpicos, lo que ha contribuido a su longevidad como un icono arquitectónico y un espacio versátil.
- Estética de ligereza y fluidez

Behnisch empleó un enfoque orgánico y fluido para el diseño del estadio, lo que refleja una estética que parecía desafiar las convenciones de los edificios de gran escala de la época. Su diseño enfatizó líneas suaves y onduladas que evocaban la naturaleza, y el uso del techo tensado parecía hacer que la estructura flotara en el aire. La fluidez de las formas y la ligereza visual fueron clave para crear una sensación de apertura y accesibilidad. Esta estética innovadora no solo transformó el aspecto de los estadios olímpicos, sino que también influyó en el diseño de instalaciones deportivas y arquitectónicas en todo el mundo, promoviendo un enfoque más ligero y menos masivo para grandes estructuras.
- El Parque Olímpico como un espacio público y accesible

Además de centrarse en el estadio en sí, Behnisch también diseñó el Parque Olímpico como un espacio público accesible, en el que las personas pudieran disfrutar de actividades al aire libre, caminar por el parque y acceder a diversas instalaciones. La conexión visual y física entre el estadio y el parque circundante fue crucial para crear una experiencia integrada para los visitantes. El diseño de campos deportivos, lagos artificiales y espacios verdes permitió que el parque fuera tanto un lugar para la relajación como un área funcional para los Juegos Olímpicos.  Este diseño integrado cambió la manera en que se conceptualizan los parques y estadios urbanos, promoviendo una interacción más cercana entre las personas y la arquitectura.